# Недеља моде
Недеља моде је догађај у модној индустрији где модни дизајнери, брендови или „куће“ приказују своје најновије колекције на модним ревијама купцима и медијима, што утиче на предстојеће модне трендове за актуелну и надолазећу сезону.  
Најистакнутије недеље моде одржавају се у модним престоницама света — Њујорку, Лондону, Милану и Паризу, или „Великој четворци“.  Основе недеље моде започеле су у Паризу крајем 1800-их пре него што су се прошириле на Њујорк, Милано и Лондон у 20. веку. Оно што је почело као маркетиншка одећа у јавним просторима, прерасло је у високо публиковане догађаје.   Током 2000-их, теме одрживости почеле су да се појављују на недељама моде и постале су популарне током следеће деценије. 
Недеље моде последњих година одражавају бржи „циклус малопродаје“ са модним ревијама „погледај сада, купи одмах“ и „у сезони“.   Организатори су предложили комбиновање колекција за једну сезону или ревије мушке и женске одеће како би се смањиле емисије угљеника повезане са овим догађајима. 

## Историја
Један од првих знакова недеље моде, или сезонске колекције, може се пратити до модног дизајнера Чарлса Фредерика Ворта током касних 1800-их. Концепт недеље моде почео је у Паризу, када су трговци ангажовали жене да носе одећу на јавним местима, од тркачких стаза до козметичких салона .  Ове параде су постепено постале сопствени друштвени догађаји. У Француској се ревије на писти и даље називају „défilés de mode“ што дословно значи „модне ревије“ или „модне параде“. Ревија је прилика коју планер организује да изложи своју предстојећу линију хаљина, као и украсе током Недеље моде. Стилске ревије дебитују сваке сезоне, посебно у сезони пролеће/лето и јесен/зима. 
Прва Недеља моде у Паризу била је заслуга рада дизајнера Пола Поареа. Поаре је био познат као Краљ моде и водио је свет моде у првој деценији 20. века. Желео је да представи своје дизајне на живим покретним телима. Поаре је одлучио да, како би ову идеју претворио у стварност, комбинује дружење и куповину приређујући више гала са својим комадима. Гости су замољени да се обуку у своју најбољу одећу како би били у складу са његовим раскошним дизајном. Како су ревије настављене постале су мање велике, а позиви су постали индивидуализовани. Модне куће су почеле да облаче моделе у својим колекцијама пред гостима само за клијенте. За разлику од модерних модних ревија, фотографи су били забрањени због тензија око копирања дизајна.
Формирање Fédération Française de la Couture-а означило је прву званичну Недељу моде у Паризу 1973. Ревија је отворена модном ревијом Версајске битке која је подигла напетост која је приказала чувену битку између Париза и њујоршке моде. Битка се одвијала између пет врхунских француских дизајнера и пет америчких дизајнера без познате подршке. 
1903. продавница на Менхетну под називом Ehrich Brothers приредила је, како се сматра, прву модну ревију у земљи која је привукла жене из средње класе у продавницу. До 1910. многе велике робне куће су одржавале сопствене изложбе. Вероватно су амерички трговци видели "модне параде" у модним салонима и одлучили да искористе ту идеју. Ове „параде“ су ефикасно промовисале продавнице и побољшале њихов статус. До 1920-их, модну ревију су користили трговци на мало широм земље. Били су постављени и често одржавани у ресторану продавнице за време ручка или чаја. Ове емисије су обично биле театралније од данашњих, у великој мери засноване на једној теми и праћене наративним коментаром.
19. јула 1943. одржана је прва „недеља моде“, Недеља моде у Њујорку, да би се купцима моде дали алтернативе француској моди током Другог светског рата, када радници у модној индустрији нису могли да путују у Париз. Модне ревије су биле веома популарне, мамиле су хиљаде људи - гужве су биле толико велике да су продавнице у Њујорку 1950-их морале да добију дозволу за поседовање живих модела.  До 1994. ревије су се одржавале на различитим локацијама, попут хотела или поткровља. Од 1994. до 2009. догађај је одржан у шатору у Брајант Парку, иза Њујоршке јавне библиотеке. Линколн центар је био место одржавања Недеље моде у Њујорку од 2010. до 2015.  након чега се преселио на Кларксон скверу, место догађаја у Сохоу на Менхетну. 

### Одрживост
Пре него што су мејнстрим модни догађаји попут недеље моде почели да укључују одрживу моду, брендови попут Patagonia практиковали су одрживост дизајнирајући одећу од рециклираних материјала. Самит моде у Копенхагену је тада основан 2009. како би се разговарало о друштвеним и еколошким питањима са којима се модна индустрија суочава. Дизајнери су позвани да смање укупан број колекција годишње у замену за издржљивију одећу која је продужила животни век и смањила отпад.  Слично, купци су подстакнути да купују мање дуготрајнијих комада. Ове неформалне иницијативе стимулишу циркуларну економију . 
2014. поверенички фонд Connect4Climate (у власништву Групације Светске банке) финансирао је иницијативу „Дијалози о одрживости у индустрији дизајна“ на Недељи моде у Милану како би се створиле могућности за пионирске младе дизајнере. На Недељи моде у Лондону 2017., Вивијен Вествуд и градоначелник Лондона креирали су иницијативу „Fashion Switch“ да подрже британске брендове који прелазе на обновљиве изворе енергије.  У Азији, на Lakmé Fashion Week-у 2018. промовисане су свесне модне и свесне дизајнерски брендови  Connect4Climate је такође покренуо „X-Ray Fashion“, искуство виртуелне стварности које истражује однос између климатских промена и модне индустрије. У наредној години, брендови као што су H&M и Zara кренули су стопама Патагоније и почели да производе одећу са одрживим материјалима. 
2019. иницијативе попут „Модног пакта“ и „Повеље модне индустрије за климатске акције“ артикулисале су циљеве за модну индустрију око зелене енергије, употребе материјала и модернизације ланца снабдевања како би се смањиле емисије угљеника.  На Лондонској недељи моде, Британски савет за моду промовисао је прераду и поновну производњу представљањем нових одрживих брендова у дизајнерским салонима.  Утицајни брендови попут Chanel и Долче & Габана такође су представили одрживи дизајн у колекцијама за пролеће и лето 2020.  Исте године, Габријела Хеарст је организовала прву модну ревију са неутралном емисијом угљеника у Њујорку. Надокнадила је ревије, резервисала моделе који су већ у околини и унајмила угоститеље који су користили локалне састојке.  У мају је дизајнер Ричард Марлон освојио Међународну награду Woolmark 2020 за своје радикалне идеје у одрживом развоју. 
Од 2021. групе за заступање су присуствовале и ометале недељу моде у Лондону и друге велике ревије, позивајући на заштиту животне средине и рада у модној индустрији.   Организатори Недеље моде у Копенхагену 2023. поставили су 18 минималних стандарда за брендове који учествују, што је одлука без преседана. На пример, карте и делови сета морали су да се рециклирају, крзно на одећи је било забрањено, а дизајни су морали да буду 50% од рециклираног материјала. Имплементација ових правила остављена је на тумачење дизајнера, што је резултирало одређеним варијацијама због фразирања. Руководиоци Недеље моде поставили су стандарде као прелазни корак ка потпуно одрживим колекцијама. 